# Phyllachora insueta
Phyllachora insueta är en svampart som beskrevs av Syd. 1925. Phyllachora insueta ingår i släktet Phyllachora och familjen Phyllachoraceae.   Inga underarter finns listade i Catalogue of Life.